# M*A*S*H (serial)
M*A*S*H  este un serial american de televiziune produs de catre Larry Gelbart, adaptat după filmul artistic MASH din 1970 (cel din urma fiind bazat pe romanul din 1968, MASH: A Novel About Three Army Doctors, de Richard Hooker). Serialul, care este o dramă medicală și comedie neagră, a fost produs în asociere cu 20th Century Fox Television pentru CBS si urmărește viața unei echipe de doctori și a personalului auxiliar staționat la „4077th Mobile Army Surgical Hospital” în  Uijeongbu, Coreea de Sud, în timpul războiului din Coreea. Secvența de titlul a serialului MASH contine o versiune instrumentală a melodiei „Suicide Is Painless”, prezentă și în filmul original. Seria a fost produsă după ce încercarea de a filma continuarea cărții originale, M*A*S*H Goes to Maine, a eșuat. Aceasta este versiunea cea mai bine cunoscută dintre lucrările M*A*S*H.
Serialul a avut premiera în Statele Unite pe 17 septembrie 1972 și s-a terminat pe 28 februarie 1983, finalul devenind cel mai vizionat episod din istoria televiziunii americane, la acea vreme, cu un record de 125 de milioane de telespectatori, potrivit New York Times. În contrast cu numărul mare de telespectatori de la ultimul episod din M*A*S*H aceasta s-a luptat în primul său sezon și a fost în pericol de a fi anulat. Cu toate acestea, sezonul doi din M*A*S*H a fost pus la o oră mai bună (difuzat după popularul All in the Family), iar serialul a devenit unul dintre primele zece emisiuni ale anului și a rămas în primele douăzeci de emisiuni pentru restul celor unsprezece sezoane.
Multe dintre poveștile din sezoanele de la început se bazează pe viața reală, povești spuse de către chirurgi MASH, care au fost intervievați de către echipa de producție. La fel ca și filmul, serialul a fost o alegorie despre Războiul din Vietnam (încă în desfășurare când emisiunea a început), așa cum era despre Războiul din Coreea.
În 1997, episoadele „Abyssinia, Henry” și „The Interview”, s-au clasat pe locul 20 și pe locul 80 în clasamentul TV Guide's 100 Greatest Episodes of All Time. În anul 2002, M*A*S*H a fost clasat pe locul 25 în clasamentul TV Guide's 50 Greatest TV Shows of All Time.

## Personaje

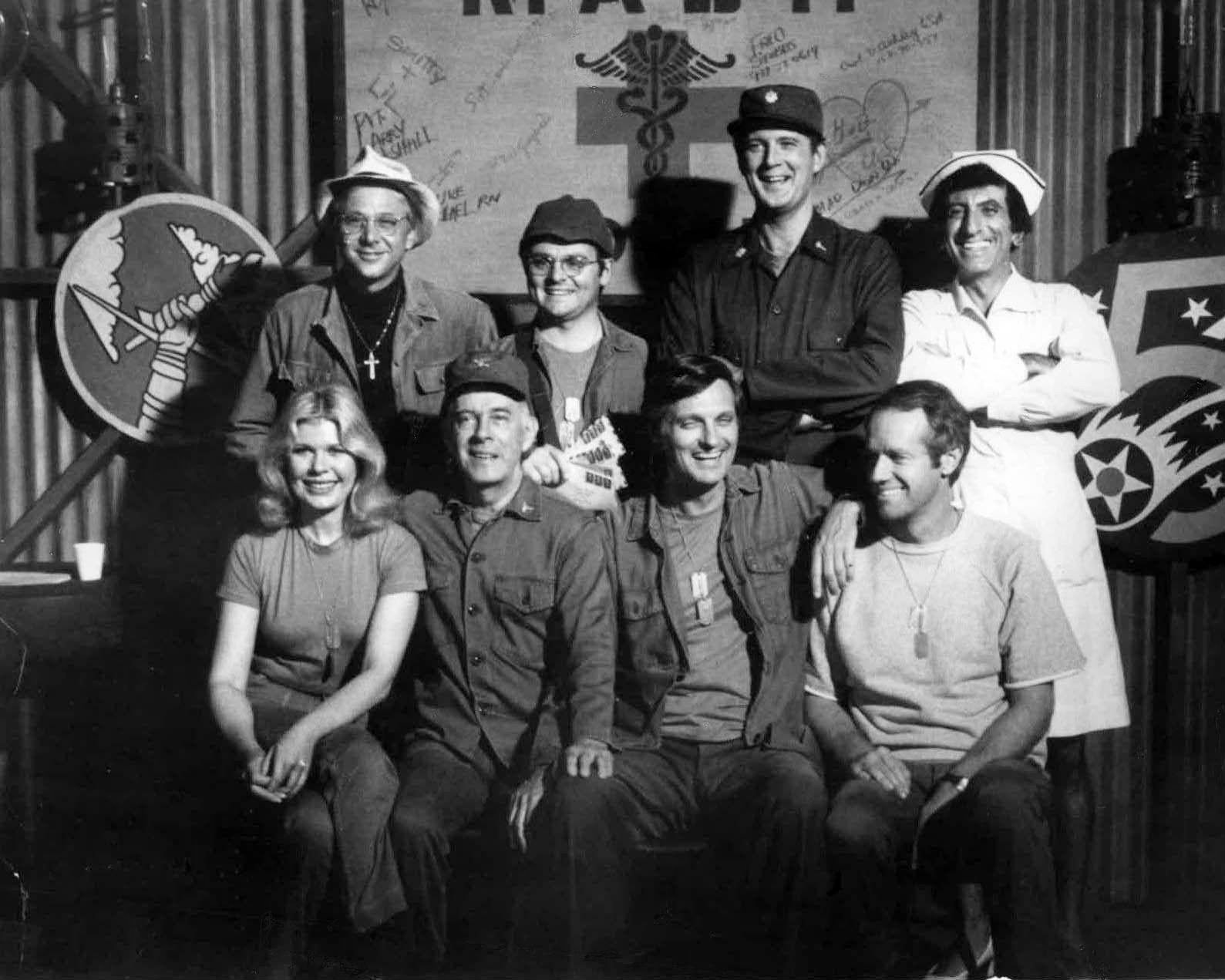
Distribuția serialului din 1977

| Personaj                                                              | Actor/Actriță                                                   | Grad                                        | Rol                                                                                     | Apariție |
| --------------------------------------------------------------------- | --------------------------------------------------------------- | ------------------------------------------- | --------------------------------------------------------------------------------------- | -------- |
| Benjamin Franklin "Hawkeye" Pierce (Sezoanele 1–11)                   | Alan Alda                                                       | Căpitan                                     | Chirurg Șef                                                                             | 260      |
| Margaret "Hot Lips" Houlihan (Sezoanele 1–11)                         | Loretta Swit                                                    | Maior                                       | Asistentă Șefă, Ajutor Temporar                                                         | 243      |
| Maxwell Quirell Klinger (Sezoanele 1–11)                              | Jamie Farr                                                      | Caporal, după Sergent                       | Gardă De Corp, după Funcționarul Companiei (după lăsarea la vatră a lui Radar O'Reilly) | 219      |
| John Patrick Francis Mulcahy (Sezoanele 1–11)                         | George Morgan (Episodul Pilot), înlocuit de William Christopher | Prima Dată Locotenent, după Căpitan         | Preot                                                                                   | 218      |
| John Francis Xavier "Trapper John" McIntyre (Sezoanele 1–3)           | Wayne Rogers                                                    | Căpitan                                     | Chirurg                                                                                 | 74       |
| Henry Braymore Blake (Sezoanele 1–3)                                  | McLean Stevenson                                                | Locotenent Colonel                          | Ofițer Comandant, Chirurg                                                               | 70       |
| Franklin Marion "Frank" Burns (Sezoanele 1–5)                         | Larry Linville                                                  | Maior, după Locotenent Colonel (off-screen) | Chirurg, Ofițer Executiv Temporar Colonel (după lăsarea la vatră a lui Henry Blake)     | 118      |
| Walter Eugene "Radar" O’Reilly (Sezoanele 1–8)                        | Gary Burghoff                                                   | Caporal (un episod ca Al Doilea Locotenent) | Funcționarul Companiei, Gornist                                                         | 156      |
| Bea Jay Hunnicutt (înlocuit Trapper McIntyre ; Sezoanele 4–11)        | Mike Farrell                                                    | Căpitan                                     | Chirurg (după lăsărea la vatră a lui Trapper McIntyre)                                  | 187      |
| Sherman Tecumseh Potter (înlocuit Henry Blake; Sezoanele 4–11)        | Harry Morgan                                                    | Colonel                                     | Ofițer Comandant (după Lt. Col. Blake), Chirurg                                         | 188      |
| Charles Emerson Winchester III (înlocuit Frank Burns; Sezoanele 6–11) | David Ogden Stiers                                              | Maior                                       | Chirurg, Ofițer Executiv (după lăsarea la vatră a lui Frank Burns)                      | 137      |